# Immenhausen (Kusterdingen)

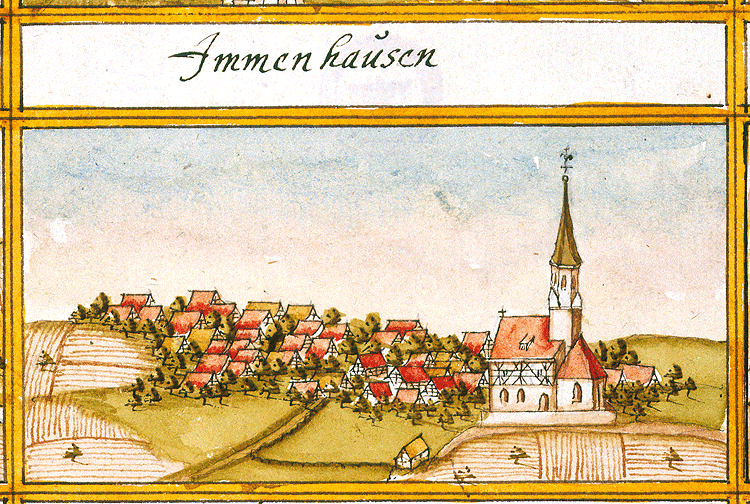
Zeichnung von Andreas Kieser (1683)

Immenhausen ist ein Ortsteil der Gemeinde Kusterdingen im Landkreis Tübingen in Baden-Württemberg. Am 31. Dezember 2018 hatte der Ort 712 Einwohner.

## Lage und Verkehrsanbindung
Immenhausen liegt südwestlich des Kernortes Kusterdingen an der K 6903. Am südlichen Ortsrand fließt der Ehrenbach. Nördlich verläuft die B 28, westlich die B 27 und nordwestlich die B 297.

## Geschichte
In Immenhausen wurden bereits im frühen Mittelalter alemannische Reihengräber angelegt. Im Hochmittelalter gehörte der Ort zum Herzogtum Schwaben. Erste urkundliche Nennungen stammen aus dem späten 11. Jahrhundert. Im 14. Jahrhundert übten Bürger der Reichsstadt Reutlingen die Herrschaft über den Ort aus. Seit der Mitte des 15. Jahrhunderts befand sich der Ort unter der Herrschaft des Klosters Bebenhausen, wobei Württemberg die Hohe Gerichtsbarkeit innehatte. Herzog Ulrich setzte 1534 in Württemberg die Reformation durch, so dass aus dem Kloster Bebenhausen ein evangelisches Klosteramt wurde, dem Immenhausen weiterhin bis 1807 unterstellt war. Nach der Gründung des Königreichs Württemberg kam Immenhausen zum Oberamt Tübingen. Bei der Verwaltungsreform während der NS-Zeit in Württemberg gelangte Immenhausen 1938 zum erweiterten Landkreis Tübingen. Nach dem Zweiten Weltkrieg fiel der Ort in die Französische Besatzungszone und kam somit zum neu gegründeten Land Württemberg-Hohenzollern, welches 1952 als Regierungsbezirk Südwürttemberg-Hohenzollern im Land Baden-Württemberg aufging. Die bis 1975 selbständige Gemeinde Immenhausen wurde im Zuge der Gemeindereform ein Ortsteil der Gemeinde Kusterdingen.

## Sehenswürdigkeiten
Die St. Georgskirche der evangelischen Kirchengemeinde Immenhausen im Kirchenbezirk Tübingen ist eine spätgotische Saalkirche mit West-Empore. Sie steht in einem teils noch ummauerten ehemaligen Friedhof. 1687 wurde sie barock verändert. Die Bilder an der Emporenbrüstung malte 1880 der Kunststudent H. Kraus unter Anleitung seines Professors Jakob Grünenwald, die vier Chorfenster von 1962 stammen von Adolf Valentin Saile. 1963 erfolgte eine Innenrenovierung. Altar und Kanzel stammen aus dem Jahr 1962, der Taufstein ist noch alt (1788).